# 이익상
이익상(李益相, 1895년 5월 12일 ~ 1935년 4월 19일)은 일제강점기의 소설가 겸 언론인이다. 호는 성해(星海)로, 이성해로도 불렸다.

## 생애
전라북도 전주에서 태어났다. 본명은 이윤상(李允相)이다. 보성고등보통학교와 일본 니혼 대학 신문과를 졸업한 엘리트였다. 일본 유학 전에 잠시 부안공립보통학교에서 교사로 근무하면서 시인 신석정을 문학의 길로 이끈 일화가 있다. 이익상은 신석정의 사촌 매부가 되기도 한다. 니혼 대학에 다니면서 당시 유행하던 사회주의 사상을 접하고 진보적 문예운동에 뛰어들었다.
1921년에 《학지광》을 통해 작품을 발표하며 소설가로 등단했다. 1923년 파스큘라 동인으로 참가했으며, 1925년에는 조선프롤레타리아예술가동맹을 발기했다. 작품 활동은 1920년대 중반에 주로 집중된다. 단편 소설인 〈광란〉, 〈흙의 세례〉, 〈쫓기어 가는 이들〉 등을 발표했다. 작품 경향은 사회주의에 대한 지향은 분명하지만 살인이나 방화 등이 등장하지 않아 전형적인 신경향파 작품과는 차이가 있다. 따라서 이익상은 이상적인 사회주의를 지향한 지식인 작가로 평가된다.
1920년에 호남신문 사회부장을 지내며 언론인으로서의 활동을 시작했다. 1924년에는 조선일보 학예부장, 1928년에는 동아일보 학예부장을 거쳤고, 1930년부터 5년 동안 조선총독부 기관지인 매일신보 편집국장 대리로 재직했다. 1935년 지병인 동맥경화와 고혈압으로 사망하였다. 민족문제연구소의 친일인명사전 수록자 명단의 언론/출판 부문, 친일반민족행위진상규명위원회가 발표한 친일반민족행위 705인 명단에 포함되었다.

## 같이 보기
- 매일신보

## 참고자료
- 친일반민족행위진상규명위원회 (2007년 12월). 〈이익상〉 (PDF). 《2007년도 조사보고서 II - 친일반민족행위결정이유서》. 서울. 1842~1854쪽쪽. 발간등록번호 11-1560010-0000002-10. [깨진 링크(과거 내용 찾기)]
- 권영민 (2004년 2월 25일). 《한국현대문학대사전》. 서울: 서울대학교출판부. 749-750쪽쪽. ISBN 8952104617.